# Uroxys dilaticollis
Uroxys dilaticollis là một loài bọ cánh cứng trong họ Bọ hung (Scarabaeidae).